# Канон (песнопение)

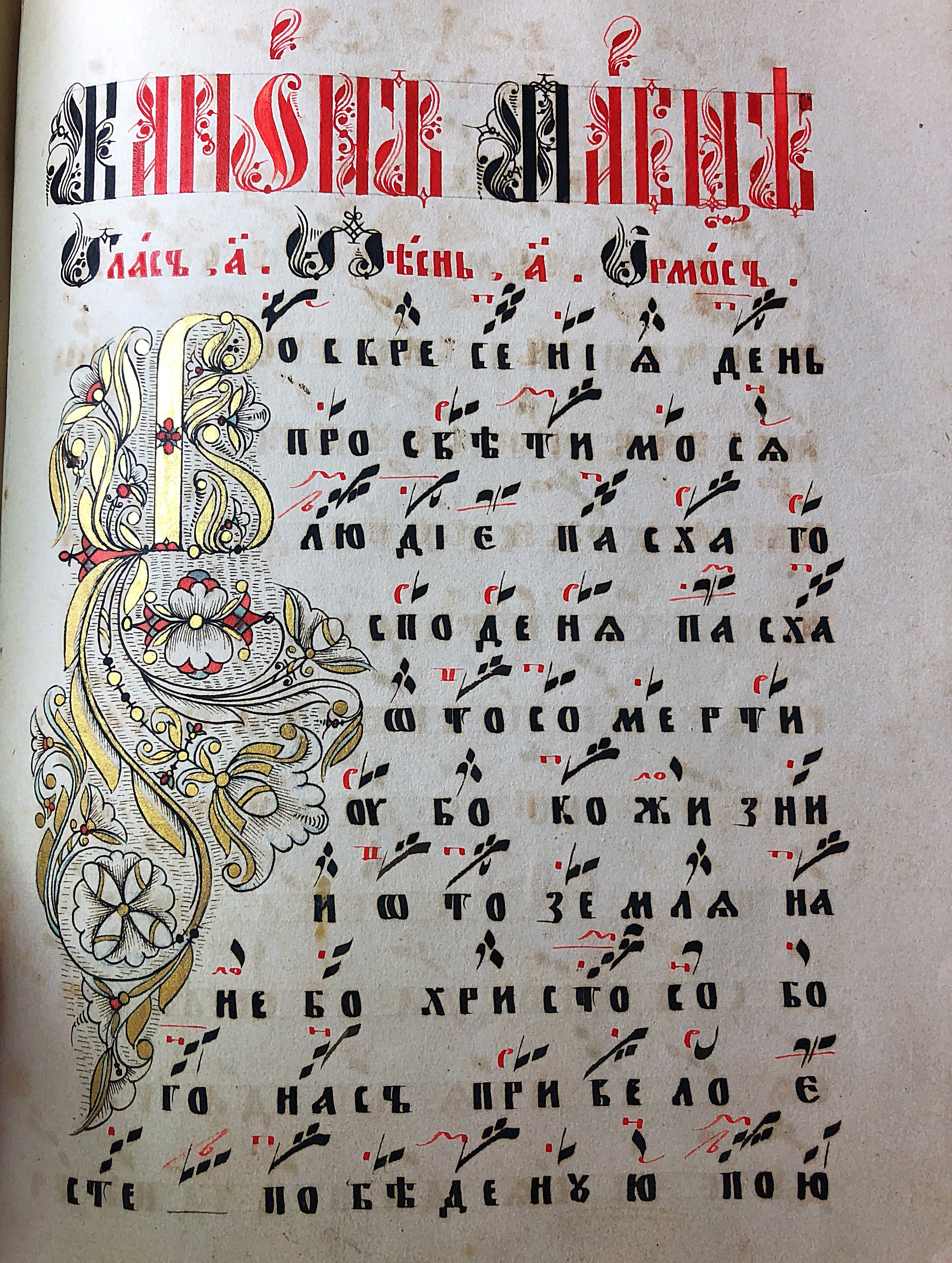
Канон Пасхе, Песнь 1. Старообрядческая рукопись поморской традиции (московские филипповцы, XIX век)

Кано́н (греч. κανών — правило, норма) — основанный на библейских песнях многострофный жанр православной богослужебной гимнографии, посвящённый прославлению какого-либо праздника или святого. Канон входит в состав утрени, повечерия, воскресной полунощницы, отпевания, панихиды, соборования и некоторых других богослужений, а также может совершаться на молебнах и в келейной (домашней) молитве.
Полный канон состоит из девяти частей, или песней, однако все девять песней используются редко.

## История
Уже первые христиане перефразировали или добавляли свои молитвенные песнопения к отдельным стихам священных Библейских песен. Например, в Апокалипсисе мы встречаем соединение апостолом и Евангелистом Иоанном Богословом «Песни Моисея, раба Божия, и Песни Агнца» (Откр. 15:3-4). Исследователи полагают, что в этом коротком отрывке, воспеваемом семью ангелами (Откр. 15:1), использованы выражения из нескольких Священных гимнов:
| Велики и чудны дела Твои,                      | «Велики дела Господни» (Пс. 110:2); «Дивны дела Твои» (Пс. 138:14).                                  |
| Господи Боже Вседержитель!                     | «Господь Бог, Бог Саваоф» (Амос. 3:13); «Господь Бог Саваоф» (Амос. 9:5)                             |
| Праведны и истинны пути Твои,                  | «и все пути Его праведны» (Втор. 32:4)                                                               |
| Царь святых! Кто не убоится Тебя, Господи,     | «Кто не убоится Тебя, Царь народов?» (Иер. 10:7)                                                     |
| и не прославит имени Твоего?                   | «и прославят имя Твое» (Пс. 85:9); «Имя Господа прославляю; воздайте славу Богу нашему» (Втор. 32:3) |
| Ибо Ты един свят.                              | «Он праведен и истинен» (Втор. 32:4)                                                                 |
| Ибо все народы придут и поклонятся пред Тобою, | «Все народы,.. приидут и поклонятся пред Тобою» (Пс. 85:9)                                           |
| ибо открылись суды Твои.                       | «Откровения Твои — утешение мое,.. суды Твои.» (Пс. 118:24,..30)                                     |

Таким образом обе песни Моисея («Пои́м Го́сподеви,..» Исх. 15:1–19 и «Вонми́ Не́бо,..» Втор. 32:1–43), присущие субботнему ветхозаветному богослужению, переплетались с более поздними псалмами и одами. Празднование субботы у христиан было заменено почитанием воскресного дня, в который обязательно совершается Литургия. Победная песнь Моисея (Исх. 15:1–19) осталась в основе Пасхального бдения и крещения, совершаемого преимущественно в Великую Субботу. Само начало Песни Агнца имеет литургические аналоги в более поздней крещальной молитве — молитве освящения воды «Ве́лий еси́ Го́споди и чу́дны дела́ Твоя́, и ни еди́наго же сло́ва дово́льно бу́дет к пе́нию чуде́с Твои́х». Уже все народы (а не только Израиль) славят Бога. Песнь Агнца имеет характер исповедания веры, евхаристического возношения и даже вознесения праведников. Строфы ритмически слабо урегулированы, тем не менее, в оригинальном греческом тексте, внутри них уже наблюдается тенденция к равносложности.
После первых песней Моисея, третий ангел в Апокалипсисе продолжает стихосло́вить протокано́н-трипе́снец седмой (по нынешнему счёту) песнью Аза́рии — одного из трёх отроков еврейских в Вавилонской печи:
праведен Ты, Господи, Который еси и был, и свят, потому что так судил; за то, что они пролили кровь святых и пророков, Ты дал им пить кровь: они достойны того. И услышал я другого от жертвенника говорящего: ей, Господи Боже Вседержитель, истинны и праведны суды Твои.(Откр. 16:5-7)
Благословен Ты, Господи Боже отцов наших, хвально и прославлено имя Твое вовеки. Ибо праведен Ты во всем, что соделал с нами, и все дела Твои истинны и пути Твои правы, и все суды Твои истинны.(Дан. 3:26—27)
В Апокалипсисе встречаются и другие эсхатологические и миссионерские мотивы из книги пророка Даниила, например:
| Апокалипсис   | Книга пророка Даниила |
| ------------- | --------------------- |
| Откр. 11:7,15 | Дан. 7:7,27           |
| Откр. 5:11    | Дан. 7:10             |
| Откр. 20:4,11 | Дан. 7:9              |
| и т. п.       |                       |

Они частично открывают содержание, формы и таинственное значение Евхаристического канона-однопеснца: видения Престола Божия, множества святых в белых (крещальных) одеждах, возглашающих тройное «Свят, Свят, Свят», запечатление 12 колен (Миропомазание), раскрытие свитка, вынесение из скинии храма 7 чаш, огненная река, зверь, вышедший из моря, вавилонская блудница, и др. Поскольку песни Трёх отроков отсутствуют в масоретской Библии, не исключено, что они — произведения литературы интертестаментарной (начала христианской) эпохи. В этих текстах после каждого благословения священников миряне подхватывали повторяющийся рефрен: «пойте и превозносите Его во веки!». Преданафоральное последование Литургии Апокалипсиса завершается хвалебным псалмом:
аминь! аллилуия! И голос от Престола исшел, говорящий: хвалите Бога нашего, все рабы Его и боящиеся Его, малые и великие.(Откр. 19:4-5)
Аллилуия. Хвалите имя Господне, хвалите, рабы Господни, стоящие в доме Господнем, во дворах дома Бога нашего. Хвалите Господа, ибо Господь благ; пойте имени Его, ибо это сладостно.(Пс. 134:1-3)
В восхвалении Господа принимает участие всё творение, начиная от небес и кончая духами и душами праведных, находящихся в Шеоле (Дан. 3:86). Три отрока являются одним из главных образов Святой Троицы. Славословные Троичные стихи в однопеснцах появляются уже во II веке. В III веке они попадают в Вечерний гимн и в Великое славословие (см. «Завещание Господа нашего Иисуса Христа»). Знаменателен практически единственный нотированный «Гимн Троице» из Оксиринхского папируса № 1786 как возможный однопеснец, датирующийся III веком. По своей ладотональной организации «Гимн Троице» можно отнести скорее к миксолидийскому ладу, который в более поздней византийской традиции соответствовал четвёртому гласу (ихосу). В IV веке появляется ирмос — метрический образец для остальных тропарей, и эта композиция становится многострофной, например в первой части двоепеснца папируса John Rayland’s Library № 466, где присутствуют междопесния, или седальны, что показывает их раннее появление в структуре канона.
Для Богослужения из Священного Писания брались и другие песни, количество которых было 7 (по числу дней в неделе, и по числу семи небес), но окончательная цифра откорректировалась до девяти — по числу девяти чинов ангельской иерархии.
В V веке, ожесточённые христологические споры времён Эфесского и Халкидонского Вселенских соборов, отразились в особом молитвенном почитании Божией Матери: каждая используемая на богослужениях библейская песнь со строфами, тропарями или стихирами, стала заканчиваться Богородичным, а девятой песнью стала Песнь Богородицы с припевом «Честнейшую херувим…».
Канон как жанр с ритмической и мелодической (гласовой) структурой появился в середине VII века, и стал вытеснять более раннюю многострофную форму церковных песнопений — кондак (поэтизированную проповедь). Особые чтецы — «канонархи» стали попеременно (антифонно) петь стихи Библейских песен и более современные тропари канонов. Первые каноны были написаны святым Андреем Критским, святым Иоанном Дамаскиным, святым Космой Маюмским. От кондаков остались лишь начальные строфы, которые, продолжая именоваться кондаками, сохраняя свои (кондакарные) музыкальные гласы и подобные напевы, вместе с икосами были вплетены в состав канонов между шестыми и седмыми их песнями. Кроме того, ранневизантийское силлабическое стихосложение канонов прерывалось ектенией и дополнялось чтением синаксариев и пением седальнов.
Канон образовался во время хождения студийских уставов, но закрепился в византийском чине лишь при господстве более строгого Иерусалимского устава, он коренится в самом слове «κανών», которое несёт в себе идею чина, строя, образца, гармонии, что столь присуще византийскому сознанию и православию вообще.
Канон является высшим гимнографическим подражанием ангельскому миру и ангельскому пению, ибо каждая его песнь, завершающаяся славословием Троице и Богородице (в традиции св. Андрея Критского), соответствует одному из небесных чинов. Однако канон говорит не только о Небе, но и о земле: ибо в нём как бы суммируется вся история спасения, начиная от перехода евреев через Чермное море — прообраз Воскресения Христова — и вплоть до воплощения Бога Слова, о Котором возвестила в своей вдохновенной песни Пресвятая Дева Богородица. В каноне содержится своя мистагогия (толкование таинств): если Первая песнь Моисея связана с типологией Крещения, то восьмая (Песнь трёх отроков) прообразует Евхаристию — сошествие Бога Слова к верным, пребывающим в огненном испытании и исполнение их росным Духом благодати. Культура синтеза — неотъемлемая часть византийской культуры с её глубоким и развитым богословием. Блистательное развитие канонов истекает из апостольских времён, имеет своеобразное «апостольское преемство». Ключевыми в рождении канона были не литературные факторы, а религиозные и литургические — необходимость общего участия в богослужении, которая стала импульсом к созданию запевов, а затем и тропарей.

## Структура
В основе каждой песни канона лежит одна из девяти библейских песен:
- Первая песнь (Исх. 15:1–19) — Благодарность Моисея Богу за чудесный переход Израильского народа по дну Чермного моря (Красного моря) и избавления от преследовавших колесниц фараона с египетским войском,
- Вторая песнь (Втор. 32:1–43) — Предсмертное гневное пророчество Моисея об отступлении народа Израильского от Бога. Теперь поётся только по вторникам в период пения Триоди, и в четверг пятой седмицы Великого поста (Стояние Марии Египетской). Вторая песнь обращена не к Богу, а к людям, и носит скорбный характер, поэтому её нет на праздничных канонах. Объяснение отсутствия второй песни в двоепеснце Великого Вторника, по мнению А. Жобера[5], которого также придерживается В. М. Лурье[6], может исходить из того, что до установления времени ежегодного празднования Пасхи на Первом Вселенском соборе, Великий Вторник был днём совершения Господом Тайной Вечери и первоначальным днём Пасхи в одном из древних христианских календарей. Следы этого понимания Великого Вторника видны из пасхального истолкования притчи о десяти девах в «Пире» святого Мефодия Олимпского, конкретнее — в гимне Феклы, в котором выступает тема духовных женихов и невест — пасхальных новокрещённых: «Царя́ Христа́ узре́в из гро́ба, яко Жениха́ происходя́ща». Обретение Жениха становится обретением Воскресшего Христа Марией Магдалиной и другими верными. Однако свадебные образы Песнь песней Соломона в безбрачной монастырской среде не получили развитие, и соответствующий гимн во время подготовки неофитов ко Причащению «Прииди́те пи́во пие́м но́вое…» был присоединён уже к следующей — третьей песни пасхального канона.
- Третья песнь (1 Цар. 2:1–10) — Благодарность Богу пророчицы Анны за долгожданное рождение от неё сына (пророка Самуила),

После третьей песни на утрени следуют: Малая ектения (на общем молебне — сугубая), иногда бывает кондак второго канона, седален (седальны) с богородичным или крестобогородичным,
- Четвёртая песнь (Авв. 3:2–19) — Славословие пророком Аввакумом явления Бога,
- Пятая песнь (Ис. 26:9–19) — Пророчество Исаии о всеобщем воскресении мёртвых,
- Шестая песнь (Ион. 2:3–10) — Молитва Ионы во чреве кита,

После шестой песни обычно следуют: малая ектения (на панихиде — заупокойная), кондак с икосом, на общем молебне — чтение Евангелия с пением тропарей,
- Седьмая песнь (Дан. 3:26–45) — Начало хвалебной молитвы Азарии — одного из трёх отроков еврейских, сохранившихся невредимыми в раскалённой огромной печи Вавилонской,
- Восьмая песнь (Дан. 3:52–90) — Радостное окончание песни трёх отроков в пещи огненной. В конце восьмой песни диаконом или священником совершается каждение в алтаре и правой половины иконостаса,
- Девятая песнь, уже новозаветная — Песнь Богородицы (Лк. 1:46–55) — Радость Девы Марии Богу за предстоящее преестественное рождение от Неё Божественного Христа, Спасителя мира. Возглашается диаконом/священником перед иконой Божией Матери словами: «Богоро́дицу и Ма́терь Све́та в пе́снех возвели́чим». Хор поёт эту песнь с припевом «Честнейшую херувим…». Теперь эта, первая часть девятой песни, выглядит как особая вставка между восьмой и девятой песнями. Вторая часть девятой песни — пророческое благословение священником Захарией своего родившегося сына — Иоанна Предтечи (Лк. 1:68–79).

Все девять песней канона в богослужении используются достаточно редко: на Утрене Субботы мясопустной, Субботы сырной, Троицкой родительской субботы, вторников Великого поста и четверга 5-й седмицы в Великом каноне Андрея Критского; на Повечерии — в понедельник, вторник, среду и четверг 1-й седмицы Великого поста в том же каноне. В остальных случаях количество песен — 8 (так как отсутствует вторая песнь). Кроме обычных восьмипесенных канонов, в богослужениях Великого поста и некоторых других дней, употребляются «трипе́снцы», «четверопе́снцы» и «двоепе́снец».
К отдельным стихам каждой библейской песни по нынешнему Уставу должны припеваться тропари из канонов соответствующих православных праздников и святых. Упоминаемые события ветхозаветной истории являются предвестиями новозаветных свершений. Библейские песни положено петь каждый день, кроме Пасхи и светлой седмицы, когда перед каждым тропарём канона поётся первая часть тропаря Пасхи: «Христо́с воскре́се из ме́ртвых», а также Благовещения, когда возглашаются: «А́нгел возопи́» и «Богоро́дица рече́».
Однако, в современном сокращённом и упрощённом приходском богослужении, вместо стихов из Библейских песен обычно используются повторяющиеся молебные запевы, например: «Сла́ва Тебе́, Бо́же наш, сла́ва Тебе́», «Помилуй мя Боже, помилуй мя» и т. п., «Святи́телю о́тче Спиридо́не, моли́ Бо́га о нас», «Преподо́бне о́тче наш Серафи́ме, моли́ Бо́га о нас», и т. д. Библейские песни совершаются только в богослужениях Великого поста, а в остальные дни только в некоторых храмах, например: в храме Николая Чудотворца в Голутвине.
Большое количество греческих канонов имеют краегране́сие (акростих), например: «Σταυρῷ πεποιθώς, ὕμνον ἐξερεύγομαι» («Кресту, надеявся, пение отрыгаю»). Авторство многих канонов подписано, например: «Иосифово», «Творение кир (господина) Феофана».

### Песнь канона
Канон покаянный ко Господу нашему 
Иисусу Христу 
Песнь 1
Ирмос: Я́ко по су́ху пешеше́ствовав Изра́иль, по бе́здне стопа́ми, гони́теля фарао́на ви́дя потопля́ема, Бо́гу побе́дную песнь пои́м, вопия́ше.
Запев: Поми́луй мя, Бо́же, поми́луй мя.
Ны́не приступи́х аз гре́шный и обремене́нный к Тебе́, Влады́це и Бо́гу моему́; не сме́ю же взира́ти на не́бо, то́кмо молю́ся, глаго́ля: даждь ми, Го́споди, ум, да пла́чуся дел мои́х го́рько.
Поми́луй мя, Бо́же, поми́луй мя.
О, го́ре мне гре́шному! Па́че всех челове́к окая́нен есмь, покая́ния несть во мне; даждь ми, Го́споди, сле́зы, да пла́чуся дел мои́х го́рько.
Сла́ва Отцу́, и Сы́ну, и Свято́му Ду́ху.
Безу́мне, окая́нне челове́че, в ле́ности вре́мя гу́биши; помы́сли житие́ твое́, и обрати́ся ко Го́споду Бо́гу, и пла́чися о де́лех твои́х го́рько.
И ны́не, и при́сно, и во ве́ки веко́в, ами́нь.
Ма́ти Бо́жия Пречи́стая, воззри́ на мя гре́шного, и от се́ти диа́воли изба́ви мя, и на путь покая́ния наста́ви мя, да пла́чуся дел мои́х го́рько.
Первая строфа песни («зачи́н») обозначается словом «ирмо́с», что с греческого буквально означает «сплетение, связь», так как содержание ирмоса в большей степени связано с соответствующей библейской песнью, чем последующие строфы-тропари, приуроченные к текущему празднику или святому. Каждая песнь канона состоит из тропаре́й-строф, записанных в богослужебных книгах группами от 2 до 6 тропарей, которые должны повторяться до общего количества, равного 14-ти (реже 16-ти, или 12-ти) строф:
- На 16 каноны назначаются в неделю Пасхи и Пятидесятницы, а также в следующие праздники: Рождество Христово 25 декабря (7 января), Богоявление 6 (19) января, Рождество Пресвятой Богородицы 8 (21) сентября, Введение во храм Пресвятой Богородицы 21 ноября (4 декабря), Успение 15 (28) августа (если эти праздники случатся в седмичные дни или в субботы, но не в воскресенье).
- На 14: ирмос + 12 тропарей + богородичен в каждой песни канона — случается чаще всего.
- На 12 канон или каноны поются в некоторые седмичные и субботние дни, например: в Покров Пресвятой Богородицы 1 (14) октября, в отдание 21 сентября (4 октября) Воздвижения и т. д.
- На 6 канон утрени полагается в Великий четверг.
- В некоторых песнях Великого канона преподобного Андрея Критского количество тропарей доходит до 30.

Такое количество тропарей на каждой песни канона получается по причине того, что каноны из разных богослужебных книг согласно Богослужебному Уставу объединяются, например: два канона из Октоиха + канон Минеи, один канон из Октоиха + два канона из Минеи, канон Октоиха + два канона из Триоди и т. п. На каждой песни поётся ирмос только первого канона с последующими тропарями, и к ним прибавляются тропари из других канонов той же песни, но уже без ирмосов. На Пасху и на Двунадесятые праздники ирмос на каждой песни поётся дважды, а тропари повторяются, так чтобы общее число получалось 14 или 16.
После заключительного богородична (или тропаря в великие господские праздники) каждой песни канона поётся катавасия — ирмос соответствующего канона, определяемого Уставом в зависимости от ближайшего двунадесятого праздника (19-я глава Типикона). Чаще всего в течение года поётся катавасия «Отве́рзу уста́ моя́…» канона Благовещения. В сами двунадесятые праздники в конце восьмой песни совершается каждение, но «Честнейшую херувим» не поётся, а перед каждым тропарём девятой песни поются особые праздничные запевы.

## Традиция исполнения
На утрене перед каноном обычно прочитывается Псалом 50 (однако во многих храмах РПЦ на Всенощном бдении он опускается)
В византийских и современных греческих канонах ирмос и тропари метрически схожи, что позволяет петь тропари по мелодико-ритмической модели ирмоса. В славянских переводах греческая стихотворная метрика не может быть скопирована, поэтому ирмос поётся, а тропари читаются. Исключение составляет пасхальный канон, который поётся целиком. Мелодия канона подчиняется одному из восьми гласов.
После окончания канона (в будни поётся «Достойно есть»): малая ектения (в воскресные дни — «Свят Госпо́дь Бог наш» со своими стихами) и Ексапостиларий с Богородичным.

## Основные правила соединения канонов
В структуре утрени канон обязателен и занимает в ней центральное место. Но, по Типикону, почти каждый день на утрене положено несколько канонов. Поэтому, в каждой из девяти песней, после тропарей первого канона, присоединяются тропари из добавляемых канонов, с обычным предварительным возглашением (запеванием) распределённых стихов библейских песен или с упрощёнными (молебными) запевами. При этом в начале каждой песни поётся ирмос только первого канона, а в конце каждой песни — либо катавасия, соответствующая празднику и номеру песни, либо пропущенный ирмос последнего канона этой же песни. Имеющиеся в богослужебных текстах ирмосы остальных канонов, исполняемых в этом соединении, не поются.

### В обычные дни
Вне периода пения Триоди и дней предпразднства или попразднства, одним из распространённых случаев является:
| День седмицы          | Каноны из Октоиха | Каноны из Октоиха | Каноны из Октоиха | Каноны из Минеи |
| --------------------- | --- | --- | --- | --- |
| Неделя (Воскресенье): | Воскре́сный на 4 (ирмос + 2 тропаря + богородичен),                                                                                  | Крестовоскре́сный на 3 (2 тропаря + богородичен), | Богородице на 3 тропаря, | Святому очередного календарного дня на 4 (3 тропаря + богородичен). |
| Понедельник:          | Покаянный Спасителю на 6 (ирмос + 2 тропаря + 2 му́ченична + богородичен),                                                           | Покаянный Спасителю на 6 (ирмос + 2 тропаря + 2 му́ченична + богородичен), | Небесным силам на 4 (первый тропарь исполняется дважды + второй тропарь + богородичен), | Святому очередного календарного дня на 4 (3 тропаря + богородичен). |
| Вторник:              | Покаянный Спасителю на 6 (ирмос + 2 тропаря + 2 му́ченична + богородичен),                                                           | Покаянный Спасителю на 6 (ирмос + 2 тропаря + 2 му́ченична + богородичен), | Иоанну Крестителю на 4 (3 тропаря + богородичен), | Святому очередного календарного дня на 4 (3 тропаря + богородичен). |
| Среда:                | Кресту на 6 (ирмос + 2 тропаря + 2 му́ченична + богородичен),                                                                        | Кресту на 6 (ирмос + 2 тропаря + 2 му́ченична + богородичен), | Богородице на 4 тропаря, | Святому очередного календарного дня на 4 (3 тропаря + богородичен). |
| Четверто́к (Четверг):  | Апостолам на 6 (ирмос + 3 тропаря (первый из них — дважды) + богородичен),                                                          | Апостолам на 6 (ирмос + 3 тропаря (первый из них — дважды) + богородичен), | Святителю Николаю на 4 (3 тропаря + богородичен), | Святому очередного календарного дня на 4 (3 тропаря + богородичен). |
| Пято́к (Пятница):      | Как в среду: Кресту на 6 (ирмос + 2 тропаря + 2 му́ченична + богородичен),                                                           | Как в среду: Кресту на 6 (ирмос + 2 тропаря + 2 му́ченична + богородичен), | Богородице на 4 тропаря, | Святому очередного календарного дня на 4 (3 тропаря + богородичен). |
| Суббота:              | В храме Господском или Богородичном (храм освящён и официально именуется в честь одного из господских или богородичных праздников): | - канон храма (престольного праздника) из Минеи или из Триоди на 6 (ирмос дважды + 3 тропаря + богородичен: в храме Воскресения Христова — из Октоиха канон воскресный прошедшей Недели), - канон святому очередного календарного дня из Минеи на 4 (3 тропаря + богородичен), - первый канон Октоиха всем святым на 4 (мученичен + тропарь святителям + «Сла́ва…» с поко́ином + «И ны́не…» с богоро́диченом). | - канон храма (престольного праздника) из Минеи или из Триоди на 6 (ирмос дважды + 3 тропаря + богородичен: в храме Воскресения Христова — из Октоиха канон воскресный прошедшей Недели), - канон святому очередного календарного дня из Минеи на 4 (3 тропаря + богородичен), - первый канон Октоиха всем святым на 4 (мученичен + тропарь святителям + «Сла́ва…» с поко́ином + «И ны́не…» с богоро́диченом). | - канон храма (престольного праздника) из Минеи или из Триоди на 6 (ирмос дважды + 3 тропаря + богородичен: в храме Воскресения Христова — из Октоиха канон воскресный прошедшей Недели), - канон святому очередного календарного дня из Минеи на 4 (3 тропаря + богородичен), - первый канон Октоиха всем святым на 4 (мученичен + тропарь святителям + «Сла́ва…» с поко́ином + «И ны́не…» с богоро́диченом). |
| Суббота:              | В храме святого (если храм, где совершается данное богослужение, именуется в честь одного из православных святых):                  | - канон святому очередного календарного дня из Минеи на 6 (ирмос дважды + 3 тропаря + богородичен), - канон храма из Минеи или из Триоди на 4 (3 тропаря + богородичен), - первый канон Октоиха всем святым на 4 (мученичен + тропарь святителям + «Сла́ва…» с поко́ином + «И ны́не…» с богоро́диченом). | - канон святому очередного календарного дня из Минеи на 6 (ирмос дважды + 3 тропаря + богородичен), - канон храма из Минеи или из Триоди на 4 (3 тропаря + богородичен), - первый канон Октоиха всем святым на 4 (мученичен + тропарь святителям + «Сла́ва…» с поко́ином + «И ны́не…» с богоро́диченом). | - канон святому очередного календарного дня из Минеи на 6 (ирмос дважды + 3 тропаря + богородичен), - канон храма из Минеи или из Триоди на 4 (3 тропаря + богородичен), - первый канон Октоиха всем святым на 4 (мученичен + тропарь святителям + «Сла́ва…» с поко́ином + «И ны́не…» с богоро́диченом). |

Общее количество тропарей (вместе с ирмосом и богородичными) должно равняться «14» в каждой песни канона. Однако в современной приходской практике в богослужении канон сокращается до 10 — 8 тропарей (ирмос без повторов + по два тропаря из каждого канона + один богородичен в конце каждой песни).
Если святой Минеи имеет в месяцеслове праздничный знак , то количество тропарей из Минеи удваивается, но уменьшается количество тропарей из Октоиха, чтобы во всех песнях канона оставалось неизменно по 14 тропарей:
| День седмицы | Каноны из Октоиха                                           | Каноны из Октоиха | Каноны из Октоиха | Каноны из Минеи |
| ------------ | ----------------------------------------------------------- | --- | --- | --- |
| Неделя:      | Воскресный на 4 (ирмос + 2 тропаря + богородичен),          | Крестовоскресный на 2 тропаря, | Богородице на 2 тропаря, | Святому очередного календарного дня на 6 (3 тропаря каждый по дважды). |
| Понедельник: | Покаянный Спасителю на 4 (ирмос + 2 тропаря + богородичен), | Покаянный Спасителю на 4 (ирмос + 2 тропаря + богородичен), | Небесным силам на 4 (первый тропарь исполняется дважды + второй тропарь + богородичен), | Святому очередного календарного дня на 6 (3 тропаря каждый по дважды). |
| Вторник:     | Покаянный Спасителю на 4 (ирмос + 2 тропаря + богородичен), | Покаянный Спасителю на 4 (ирмос + 2 тропаря + богородичен), | Иоанну Крестителю на 4 (3 тропаря + богородичен), | Святому очередного календарного дня на 6 (3 тропаря каждый по дважды). |
| Среда:       | Кресту на 4 (ирмос + 2 тропаря + богородичен),              | Кресту на 4 (ирмос + 2 тропаря + богородичен), | Богородице на 4 тропаря, | Святому очередного календарного дня на 6 (3 тропаря каждый по дважды). |
| Четверто́к:   | Апостолам на 5 (ирмос + 3 тропаря + богородичен),           | Апостолам на 5 (ирмос + 3 тропаря + богородичен), | Святителю Николаю на 3 тропаря, | Святому очередного календарного дня на 6 (3 тропаря каждый по дважды). |
| Пято́к:       | Как в среду: Кресту на 4 (ирмос + 2 тропаря + богородичен), | Как в среду: Кресту на 4 (ирмос + 2 тропаря + богородичен), | Богородице на 4 тропаря, | Святому очередного календарного дня на 6 (3 тропаря каждый по дважды). |
| Суббота:     | В храме Господском или Богородичном:                        | - канон храма из Минеи или из Триоди на 4 (ирмос + 3 тропаря: в храме Воскресения Христова — из Октоиха канон воскресный прошедшей Недели), - канон святому очередного календарного дня из Минеи на 6 (3 тропаря каждый по дважды), - первый канон Октоиха всем святым на 4 (мученичен + тропарь святителям + «Сла́ва…» с поко́ином + «И ны́не…» с богоро́диченом). | - канон храма из Минеи или из Триоди на 4 (ирмос + 3 тропаря: в храме Воскресения Христова — из Октоиха канон воскресный прошедшей Недели), - канон святому очередного календарного дня из Минеи на 6 (3 тропаря каждый по дважды), - первый канон Октоиха всем святым на 4 (мученичен + тропарь святителям + «Сла́ва…» с поко́ином + «И ны́не…» с богоро́диченом). | - канон храма из Минеи или из Триоди на 4 (ирмос + 3 тропаря: в храме Воскресения Христова — из Октоиха канон воскресный прошедшей Недели), - канон святому очередного календарного дня из Минеи на 6 (3 тропаря каждый по дважды), - первый канон Октоиха всем святым на 4 (мученичен + тропарь святителям + «Сла́ва…» с поко́ином + «И ны́не…» с богоро́диченом). |
| Суббота:     | В храме святого:                                            | - канон святому очередного календарного дня из Минеи на 6 (ирмос дважды + 3 тропаря + богородичен), - канон храма из Минеи или из Триоди на 4 (3 тропаря + богородичен), - первый канон Октоиха всем святым на 4 (мученичен + тропарь святителям + «Сла́ва…» с поко́ином + «И ны́не…» с богоро́диченом).                                                            | - канон святому очередного календарного дня из Минеи на 6 (ирмос дважды + 3 тропаря + богородичен), - канон храма из Минеи или из Триоди на 4 (3 тропаря + богородичен), - первый канон Октоиха всем святым на 4 (мученичен + тропарь святителям + «Сла́ва…» с поко́ином + «И ны́не…» с богоро́диченом).                                                            | - канон святому очередного календарного дня из Минеи на 6 (ирмос дважды + 3 тропаря + богородичен), - канон храма из Минеи или из Триоди на 4 (3 тропаря + богородичен), - первый канон Октоиха всем святым на 4 (мученичен + тропарь святителям + «Сла́ва…» с поко́ином + «И ны́не…» с богоро́диченом).                                                            |

По этой же схеме осуществляется соединение канонов утрени в богослужении святому с великим славословием , однако при этом в субботу:
- В храме Господском или Богородичном (нет канона Октоиха):

1. канон храма на 6 (ирмос дважды + 3 тропаря + богородичен),
2. канон святому очередного календарного дня из Минеи на 8 (по дважды исполняются 3 тропаря + богородичен).

- В храме святого (нет канона храма):

1. канон Богородице с прошедшего воскресенья на 6 (ирмос воскресного канона дважды + 3 тропаря — первые два из них дважды),
2. святому очередного календарного дня из Минеи на 8 (по дважды исполняются 3 тропаря + богородичен).

При полиелейном святом :
- В субботние и в воскресные дни каноны соединяются так же, как и в богослужении славословному святому.
- В будние дни (с понедельника по пятницу) — канон Богородице (в некоторых службах даётся в Минее на ряду, в противном случае берётся из Часослова «Во́ду проше́д…», или с прошедшего воскресенья, или из приложения в конце Октоиха «Колесницегони́теля…») на 6 (ирмосы по дважды) + святому на 8 (по дважды исполняются 3 тропаря + богородичен).

При бденном святом :
- В воскресные дни — воскресный на 4, Богородице (Октоиха) на 2, и святого на 8 (иногда святому бывает два канона).
- В будние и субботние дни так же, как и в службе полиелейному святому.

Когда совершается богослужение одновременно двум разным святым, то уменьшается количество тропарей из канонов Октоиха и тропарей отдельного канона Богородице (обычно до чётных чисел), чтобы в единую песнь канона добавить тропари обоих святых, без нарушения общего количества тропарей — 14.
В праздники Божией Матери (обычно Её икон), все праздничные молитвословия Минеи являются богородичными, поэтому бо́льшая часть тропарей (иногда все тропари) канона берутся из Минеи на ряду (и могут многократно повторяться).

### В период предпразднств и попразднств
В будни дни периода предпразднств или попразднств, каноны праздников заменяют собою каноны Октоиха, а в воскресные дни — крестовоскресный (а в случае бденного или полиелейного святого, то и богородичный) канон Октоиха.
В дни Великих праздников, если они не попали на воскресенье, каноны только из Минеи (или только из Триоди).

### В период пения Триоди

#### В воскресные дни
В период пения Триоди отсутствуют каноны из Минеи на богослужениях воскресных дней, если они не пришлись на дни попразднства Богоявления, предпразднства Сретения, попразднства Сретения и не совпали с каким-либо бденным и полиелейным неподвижным праздником:
| Воскресенье                              | Каноны из Октоиха очередного гласа                | Каноны из Октоиха очередного гласа | Каноны из Октоиха очередного гласа | Каноны из Триоди | Каноны из Триоди |
| Воскресенье                              | Воскре́сный                                        | Крестовоскре́сный                   | Богоро́дице                         | Каноны из Триоди | Каноны из Триоди |
| ---------------------------------------- | ------------------------------------------------- | ---------------------------------- | ---------------------------------- | --- | --- |
| Неделя о мытаре и фарисее:               | на 4 — ирмос, 2 тропаря и богородичен,            | на 2,                              | на 2,                              | покая́нный — глас 6-й на 6 — 5 тропарей и богородичен. Катавасия — глас 4-й, к 1-й песни: «Отве́рзу уста́ моя́…». | покая́нный — глас 6-й на 6 — 5 тропарей и богородичен. Катавасия — глас 4-й, к 1-й песни: «Отве́рзу уста́ моя́…». |
| Неделя о блудном сыне:                   | на 4 — ирмос, 2 тропаря и богородичен,            | на 2,                              | на 2,                              | покая́нный — глас 2-й на 6 — 5 тропарей и богородичен. Катавасия «Моисе́йскую пе́снь восприи́мши…». | покая́нный — глас 2-й на 6 — 5 тропарей и богородичен. Катавасия «Моисе́йскую пе́снь восприи́мши…». |
| Неделя о Страшном суде:                  | на 4 — ирмос, 2 тропаря и богородичен,            | —                                  | на 2,                              | покая́нный — глас 6-й на 8 — 6 тропарей, «Сла́ва…», тро́ичен, «И ны́не…» и богоро́дичен. Катавасия «Помо́щник и Покрови́тель…». | покая́нный — глас 6-й на 8 — 6 тропарей, «Сла́ва…», тро́ичен, «И ны́не…» и богоро́дичен. Катавасия «Помо́щник и Покрови́тель…». |
| Прощёное воскресенье:                    | на 4 — ирмос, 2 тропаря и богородичен,            | на 2,                              | на 2,                              | покая́нный — глас 6-й на 6 — 5 тропарей и богородичен. Катавасия «Я́ко по су́ху пешеше́ствовав Изра́иль…». | покая́нный — глас 6-й на 6 — 5 тропарей и богородичен. Катавасия «Я́ко по су́ху пешеше́ствовав Изра́иль…». |
| Торжество православия:                   | на 4 — ирмос, 2 тропаря и богородичен,            | на 2,                              | на 2,                              | Праздника — глас 4-й на 6 — 5 тропарей и богородичен. Катавасия «Мо́ря че́рмную пучи́ну…». | Праздника — глас 4-й на 6 — 5 тропарей и богородичен. Катавасия «Мо́ря че́рмную пучи́ну…». |
| Память святителя Григория Пала́мы:        | на 4 — ирмос, 2 тропаря и богородичен,            | —                                  | —                                  | покая́нный (о блудном сыне) — глас 8-й на 4 — 3 тропаря и богородичен), | святителю Григорию Паламе — глас 4-й на 6 — 5 тропарей, «И ныне…» и богородичен. Катавасия: «Отве́рзу уста́ моя́…». |
| Неделя крестопоклонная:                  | на 4 — ирмос, 2 тропаря и богородичен,            | —                                  | на 2,                              | Кресту — глас 1-й на 8 — 6 тропарей, «Сла́ва…», троичен, «И ны́не…» и богородичен. Катавасия «Боже́ственнейший прообрази́ дре́вле Моисе́й…». | Кресту — глас 1-й на 8 — 6 тропарей, «Сла́ва…», троичен, «И ны́не…» и богородичен. Катавасия «Боже́ственнейший прообрази́ дре́вле Моисе́й…». |
| Память преподобного Иоанна Ле́ствичника:  | на 4 — ирмос, 2 тропаря и богородичен,            | —                                  | на 2,                              | покая́нный (о впа́дшем в руки разбойников) — глас 5-й на 4 — 3 тропаря и богородичен, | преподобному Иоанну Лествичнику — глас 8-й на 4 — 3 тропаря и богородичен. Катавасия 4-го гласа: «Отве́рзу уста́ моя́…». |
| Память преподобной Марии Египетской:     | на 4 — ирмос, 2 тропаря и богородичен,            | —                                  | на 2,                              | покая́нный (о богатом и Ла́заре) — глас 8-й на 4 — 3 тропаря и богородичен, | преподобной Марии Египетской — глас 6-й на 4 — 3 тропаря и богородичен. Катавасия 4-го гласа: «Отве́рзу уста́ моя́…». |
| Вход Господень в Иерусалим:              | —                                                 | —                                  | —                                  | Праздника — глас 4-й на 14 — ирмос по дважды и 12 тропарей (имеющиеся 2 тропаря должны повторяться по 6 раз, а в 4-й, 7-й, 8-й и 9-й песнях — 3 тропаря по 4 раза). Катавасия — повторяемый ирмос, к первой песни: «Яви́шася исто́чницы бе́здны…». | Праздника — глас 4-й на 14 — ирмос по дважды и 12 тропарей (имеющиеся 2 тропаря должны повторяться по 6 раз, а в 4-й, 7-й, 8-й и 9-й песнях — 3 тропаря по 4 раза). Катавасия — повторяемый ирмос, к первой песни: «Яви́шася исто́чницы бе́здны…». |
| Пасха:                                   | —                                                 | —                                  | —                                  | Пасхи — глас 1-й на 16 — ирмосы по 4 раза и 12 тропарей с припевами «Христо́с воскре́се из ме́ртвых» (в 1-й, 3-й, 5-й и 6-й песнях напечатанные в тексте службы 2 тропаря повторяются по 6 раз, а в 4-й, 7-й и 9-й — 3 тропаря по 4 раза, в 8-й песни 1-й тропарь 6 раз, 2-й — 5 раз, Тро́ичен — 1 раз). На 9-й песни особые припевы к тропарям. На каждой песни каждение. Катавасия — ирмос, к первой песни: «Воскресе́ния де́нь…». Тропарь Пасхи — поскору трижды. Малая ектения. | Пасхи — глас 1-й на 16 — ирмосы по 4 раза и 12 тропарей с припевами «Христо́с воскре́се из ме́ртвых» (в 1-й, 3-й, 5-й и 6-й песнях напечатанные в тексте службы 2 тропаря повторяются по 6 раз, а в 4-й, 7-й и 9-й — 3 тропаря по 4 раза, в 8-й песни 1-й тропарь 6 раз, 2-й — 5 раз, Тро́ичен — 1 раз). На 9-й песни особые припевы к тропарям. На каждой песни каждение. Катавасия — ирмос, к первой песни: «Воскресе́ния де́нь…». Тропарь Пасхи — поскору трижды. Малая ектения. |
| Антипасха:                               | —                                                 | —                                  | —                                  | Праздника — глас 1-й на 14 — ирмосы по дважды и 12 тропарей. Катавасия Пасхи — глас 1-й: «Воскресе́ния де́нь…». | Праздника — глас 1-й на 14 — ирмосы по дважды и 12 тропарей. Катавасия Пасхи — глас 1-й: «Воскресе́ния де́нь…». |
| Неделя святых жен-мироносиц:             | —                                                 | —                                  | —                                  | Пасхи — глас 1-й на 6 — ирмос и 3 тропаря из Пасхальной утрени, 2 богородичных этой службы, | Праздника — глас 2-й на 8 — 6 тропарей, воскресные по содержанию могут исключаться, читаются мироносицам, «Сла́ва…», троичен, «И ны́не…» и богородичен. Катавасия Пасхи — глас 1-й: «Воскресе́ния де́нь…». |
| Неделя о расслабленном:                  | —                                                 | —                                  | —                                  | Пасхи — глас 1-й на 8 — ирмос дважды и 4 тропаря из Пасхальной утрени, 2 богородичных с недели мироносиц, | Праздника — глас 3-й на 6 — 3 последние о расслабленном, 1 архангелу Михаилу, «Сла́ва…», троичен, «И ны́не…» и богородичен. Катавасия Пасхи — глас 1-й: «Воскресе́ния де́нь…». |
| Неделя о самаряны́не:                     | —                                                 | —                                  | —                                  | - Пасхи — глас 1-й на 6 — ирмос и 5 тропарей, - 2 богородичных с утрени недели жен-мироносиц — глас 1-й, - Преполовения — глас 8-й на 4 — 3 тропаря и богородичен, - самаряны́ни — глас 4-й на 4 — 2 последних тропаря, «Сла́ва…», троичен, «И ны́не…» и богородичен. - Катавасия Пасхи — глас 1-й: «Воскресе́ния де́нь…». | - Пасхи — глас 1-й на 6 — ирмос и 5 тропарей, - 2 богородичных с утрени недели жен-мироносиц — глас 1-й, - Преполовения — глас 8-й на 4 — 3 тропаря и богородичен, - самаряны́ни — глас 4-й на 4 — 2 последних тропаря, «Сла́ва…», троичен, «И ны́не…» и богородичен. - Катавасия Пасхи — глас 1-й: «Воскресе́ния де́нь…». |
| Неделя о слепом:                         | —                                                 | —                                  | —                                  | Пасхи — глас 1-й на 8 — ирмос дважды и 4 тропаря из Пасхальной утрени, 2 богородичных с недели мироносиц, | о слепом — глас 5-й на 6 — 6 тропаря, «Сла́ва…», троичен, «И ны́не…» и богородичен. Катавасия Вознесения: «Спаси́телю Бо́гу…». |
| Память отцов Первого Вселенского Собора: | 6-го гласа на 4 — ирмос, 2 тропаря и богородичен, | —                                  | —                                  | - Воскресный канон 6-го гласа дублируется из Октоиха, на 4, - Повторяется 1-й канон Вознесения 5-го гласа на 4, - Отцов Первого Вселенского Собора — глас 6-й на 6 — 5 тропарей и богородичен. - Катавасия Пятидесятницы — глас 4-й: «Боже́ственным покрове́н…». | - Воскресный канон 6-го гласа дублируется из Октоиха, на 4, - Повторяется 1-й канон Вознесения 5-го гласа на 4, - Отцов Первого Вселенского Собора — глас 6-й на 6 — 5 тропарей и богородичен. - Катавасия Пятидесятницы — глас 4-й: «Боже́ственным покрове́н…». |
| День Святой Троицы:                      | —                                                 | —                                  | —                                  | 1-й праздничный 7-го гласа на 8 — ирмос дважды, 6 тропарей, | 2-й праздничный 4-го гласа на 8. Катавасия — ирмосы обоих канонов. |
| Неделя Всех святых:                      | 8-го гласа на 4 — ирмос, 2 тропаря и богородичен, | на 2,                              | на 2,                              | все три канона из Октоиха дублируются и в Триоди Цветной, | Всем святым — глас 8-й на 6 — 5 тропарей и богородичен. Катавасия глас 4-й: «Отве́рзу уста́ моя́…». |

#### В субботние дни
В период пения Триоди богослужения субботних дней содержат каноны не только Триоди, но и из Минеи. При этом, однако, отсутствуют каноны из Октоиха:
| Суббота                                                            | Суббота                                | 1-й канон | 2-й канон | 3-й канон (В некоторых случаях — окончание канона — с 6-й по 9-ю песни) |
| ------------------------------------------------------------------ | -------------------------------------- | --- | --- | --- |
| Мясопустная суббота:                                               | Мясопустная суббота:                   | храма со ирмосом на 6 тропарей, | Триоди — глас 8-й на 8 — 6 тропарей, «Сла́ва…», троичен, «И ны́не…» и богородичен. Катавасия «Пе́снь возсле́м…». Вторая песнь только по Триоди, на 14 (ирмос и катавасия Триоди). | Триоди — глас 8-й на 8 — 6 тропарей, «Сла́ва…», троичен, «И ны́не…» и богородичен. Катавасия «Пе́снь возсле́м…». Вторая песнь только по Триоди, на 14 (ирмос и катавасия Триоди). |
| Суббота сырная:                                                    |                                        | храма со ирмосом на 6 тропарей, | Триоди — глас 8-й на 8 — 6 тропарей, «Сла́ва…», троичен, «И ны́не…» и богородичен. Катавасия «Пе́снь возсле́м…». Вторая песнь только по Триоди, на 14 (ирмос и катавасия Триоди). | Триоди — глас 8-й на 8 — 6 тропарей, «Сла́ва…», троичен, «И ны́не…» и богородичен. Катавасия «Пе́снь возсле́м…». Вторая песнь только по Триоди, на 14 (ирмос и катавасия Триоди). |
| Суббота 1-й седмицы:                                               | Суббота 1-й седмицы:                   | храма со ирмосом на 6 тропарей, | 1-й канон великомученика Феодора Тирона — глас 4-й на 4 тропаря, | 2-й канон великомученика Феодора — глас 6-й на 4 — 3 тропаря и богородичен. Катавасия: «Отве́рзу уста́ моя́…». |
| Субботы 2-й, 3-й и 4-й седмиц Великого поста (с 1-й по 5-ю песни): | В храме Господском или Богородицы:     | канон храма на 6 со ирмосом, | канон святого Минеи календарного дня — на 4. Катавасия по 3-й песни — ирмос последнего канона.                                                                                | В 6-й — 9-й песнях отменяется канон храма, поэтому исполняются: - канон святого Минеи со ирмосом — на 6, - первый четверопе́снец Триоди на 4 — 3 тропаря и богородичен, - второй четверопе́снец Триоди на 6 — 2 тропаря, «Сла́ва…», троичен, «И ны́не…», богородичен, «Ди́вен Бо́г…», мученичен, «Ду́ши и́х во благи́х водворя́тся», поко́ин (ме́ртвен). - Катавасия — ирмос последнего четверопеснца.                                                           |
| Субботы 2-й, 3-й и 4-й седмиц Великого поста (с 1-й по 5-ю песни): | В храме святого:                       | канон святого Минеи календарного дня — со ирмосом на 6, | канон храма — на 4. Катавасия по 3-й песни — ирмос канона храма. | В 6-й — 9-й песнях отменяется канон храма, поэтому исполняются: - канон святого Минеи со ирмосом — на 6, - первый четверопе́снец Триоди на 4 — 3 тропаря и богородичен, - второй четверопе́снец Триоди на 6 — 2 тропаря, «Сла́ва…», троичен, «И ны́не…», богородичен, «Ди́вен Бо́г…», мученичен, «Ду́ши и́х во благи́х водворя́тся», поко́ин (ме́ртвен). - Катавасия — ирмос последнего четверопеснца.                                                           |
| Суббота Акафиста (с 1-й по 5-ю песни):                             | В храме Господском или святого:        | канон храма на 6 со ирмосом, | канон Богородице из Триоди — глас 4-й на 6. Катавасия: «Отве́рзу уста́ моя́…».                                                                                                   | В 6-й — 9-й песнях отменяется канон храма, поэтому исполняются: - продолжается полный канон Богородице — глас 4-й из Триоди на 6 со ирмосом, - первый четверопе́снец Триоди — глас 6-й на 4 — 3 тропаря и богородичен, - второй четверопе́снец Триоди — глас 5-й на 6 — 2 тропаря, «Сла́ва…», троичен, «И ны́не…», богородичен, «Ди́вен Бо́г…», мученичен, «Ду́ши и́х во благи́х водворя́тся», поко́ин (ме́ртвен). - Катавасия — ирмос последнего четверопеснца. |
| Суббота Акафиста (с 1-й по 5-ю песни):                             | В храме Богородицы:                    | канон Богородицы из Триоди — глас 4-й на 12 со ирмосом. Катавасия: «Отве́рзу уста́ моя́…».                                                                                | канон Богородицы из Триоди — глас 4-й на 12 со ирмосом. Катавасия: «Отве́рзу уста́ моя́…».                                                                                       | В 6-й — 9-й песнях отменяется канон храма, поэтому исполняются: - продолжается полный канон Богородице — глас 4-й из Триоди на 6 со ирмосом, - первый четверопе́снец Триоди — глас 6-й на 4 — 3 тропаря и богородичен, - второй четверопе́снец Триоди — глас 5-й на 6 — 2 тропаря, «Сла́ва…», троичен, «И ны́не…», богородичен, «Ди́вен Бо́г…», мученичен, «Ду́ши и́х во благи́х водворя́тся», поко́ин (ме́ртвен). - Катавасия — ирмос последнего четверопеснца. |
| Лазарева суббота (с 1-й по 5-ю песни):                             | Лазарева суббота (с 1-й по 5-ю песни): | 1-й канон Триоди преподобного Феофана Начертанного — глас 8-й на 8, | 2-й канон Триоди преподобного Иоанна Дамаскина — глас 8-й на 6. Катавасия Триоди.                                                                                             | В 6-й — 9-й песнях оба канона в Триоди заменяются двумя четверопеснцами: - первый четверопе́снец Триоди преподобного Космы Маюмского — глас 8-й на 8, - второй четверопе́снец Триоди преподобного Иоанна Дамаскина — глас 8-й на 6. - Катавасия Триоди. |
| Великая суббота:                                                   | Великая суббота:                       | канон Триоди — глас 6-й на 14 (ирмосы по дважды). Катавасия «Волно́ю морско́ю…» — ирмосы канона.                                                                         | канон Триоди — глас 6-й на 14 (ирмосы по дважды). Катавасия «Волно́ю морско́ю…» — ирмосы канона.                                                                                | канон Триоди — глас 6-й на 14 (ирмосы по дважды). Катавасия «Волно́ю морско́ю…» — ирмосы канона. |
| Светлая суббота:                                                   | Светлая суббота:                       | канон Пасхи — глас 1-й на 14 (со ирмосом и с двумя богородичными из утрени недели жен-мироносиц; все ирмосы по дважды). Катавасия «Воскресе́ния де́нь…» — ирмосы канона. | канон Пасхи — глас 1-й на 14 (со ирмосом и с двумя богородичными из утрени недели жен-мироносиц; все ирмосы по дважды). Катавасия «Воскресе́ния де́нь…» — ирмосы канона.        | канон Пасхи — глас 1-й на 14 (со ирмосом и с двумя богородичными из утрени недели жен-мироносиц; все ирмосы по дважды). Катавасия «Воскресе́ния де́нь…» — ирмосы канона. |
| Субботы 2-й, 3-й, 4-й и 5-й седмиц по Пасхе:                       | В храме Господском или Богородицы:     | канон праздника Триоди — на 8 (ирмосы всех песен по дважды), | канон святого Минеи календарного дня — на 4. Катавасия по 3-й,6-й, 8-й и 9-й песнях — ирмосы канона Минеи.                                                                    | — |
| Субботы 2-й, 3-й, 4-й и 5-й седмиц по Пасхе:                       | В храме святого:                       | канон праздника Триоди — на 6 (со ирмосом), | канон святого храма — на 4, | канон святого Минеи календарного дня — на 4. Катавасия по 3-й,6-й, 8-й и 9-й песнях — ирмосы канона Минеи. |
| Суббота 6-й седмицы по Пасхе:                                      | Суббота 6-й седмицы по Пасхе:          | 2-й канон Вознесения — глас 1-й на 8 (ирмосы всех песен по дважды), | канон святого Минеи — на 4. Катавасия по 3-й,6-й, 8-й и 9-й песнях — ирмосы канона Минеи.                                                                                     | — |
| Троицкая родительская суббота:                                     | Троицкая родительская суббота:         | канон храма — на 6 (ирмосы всех песен по дважды), | канон Триоди о усо́пших — глас 8-й на 8. Катавасия «Пе́снь возсле́м…». | — |
| Отдание Пятидесятницы:                                             | Отдание Пятидесятницы:                 | 1-й канон праздника — глас 7-й на 8 (ирмосы по дважды), | 2-й канон праздника — глас 4-й на 6. Катавасия — глас 4-й: «Боже́ственным покрове́н…».                                                                                          | — |

#### В будние дни Сырной седмицы
Много особенностей представляет собой схема соединений канонов в будние дни Сырной седмицы. Здесь каждая песнь канона отличается своеобразием:
| Дни недели   | Песни канона утрениКаноны       | Песни канона утрениКаноны        | 1-я                                     | 2-я                                     | 3-я                                              | 4-я                                         | 5-я                                           | 6-я                                                | 7-я                     | 8-я                   | 9-я                   |
| Дни недели   | Песни канона утрениКаноны       | Песни канона утрениКаноны        | Количество тропарей                     | Количество тропарей                     | Количество тропарей                              | Количество тропарей                         | Количество тропарей                           | Количество тропарей                                | Количество тропарей     | Количество тропарей   | Количество тропарей   |
| ------------ | ------------------------------- | -------------------------------- | --------------------------------------- | --------------------------------------- | ------------------------------------------------ | ------------------------------------------- | --------------------------------------------- | -------------------------------------------------- | ----------------------- | --------------------- | --------------------- |
| Понедельник: | Октоих                          | 1-й (покаянный) со ирмосом:      | —                                       | —                                       | 6,                                               | 6,                                          | 6,                                            | 6,                                                 | 6,                      | —                     | —                     |
| Понедельник: | Октоих                          | 2-й (ангелам):                   | —                                       | —                                       | 4,                                               | 4,                                          | 4,                                            | 4,                                                 | 4,                      | —                     | —                     |
| Понедельник: | Минея:                          | Минея:                           | со ирмосом 6,                           | —                                       | 4.                                               | 4.                                          | 4.                                            | 4.                                                 | 4.                      | со ирмосом 6,         | со ирмосом 6,         |
| Понедельник: | Триодь                          | 1-й трипеснец глас 1-й:          | 4,                                      | —                                       | —                                                | —                                           | —                                             | —                                                  | —                       | 4,                    | 4,                    |
| Понедельник: | Триодь                          | 2-й трипеснец глас 1-й:          | 4.                                      | —                                       | —                                                | —                                           | —                                             | —                                                  | —                       | 4.                    | 4.                    |
| Понедельник: | Катавасия:                      | Катавасия:                       | ирмос 2-го трипеснца «Пе́снь побе́дную…». | —                                       | ирмос Минеи.                                     | —                                           | —                                             | ирмос Минеи.                                       | —                       | ирмос 2-го трипеснца. | ирмос 2-го трипеснца. |
| Вторник:     | Октоих                          | 1-й (покаянный) со ирмосом:      | 6,                                      | —                                       | 6,                                               | 6,                                          | 6,                                            | 6,                                                 | 6,                      | —                     | —                     |
| Вторник:     | Октоих                          | 2-й (Предтече):                  | 4,                                      | —                                       | 4,                                               | 4,                                          | 4,                                            | 4,                                                 | 4,                      | —                     | —                     |
| Вторник:     | Минея:                          | Минея:                           | 4.                                      | —                                       | 4.                                               | 4.                                          | 4.                                            | 4.                                                 | 4.                      | со ирмосом 6,         | со ирмосом 6,         |
| Вторник:     | Триодь                          | 1-й трипеснец глас 3-й:          | —                                       | со ирмосом 8,                           | —                                                | —                                           | —                                             | —                                                  | —                       | 4,                    | 4,                    |
| Вторник:     | Триодь                          | 2-й трипеснец глас 2-й:          | —                                       | 6.                                      | —                                                | —                                           | —                                             | —                                                  | —                       | 4.                    | 4.                    |
| Вторник:     | Катавасия:                      | Катавасия:                       | —                                       | ирмос 2-го трипеснца «Внемли́те лю́дие…». | ирмос Минеи.                                     | —                                           | —                                             | ирмос Минеи.                                       | —                       | ирмос 2-го трипеснца. | ирмос 2-го трипеснца. |
| Среда:       | Октоих 1-й (Кресту) со ирмосом: | Октоих 1-й (Кресту) со ирмосом:  | 4,                                      | —                                       | —                                                | 6,                                          | 6,                                            | 4,                                                 | 4,                      | —                     | —                     |
| Среда:       | Минея:                          | Минея:                           | 3+                                      | —                                       | —                                                | 4,                                          | 4,                                            | 3+                                                 | 3+                      | —                     | —                     |
| Среда:       | Минея:                          | Минея:                           | 3 тропаря из 3-й песни,                 | —                                       | —                                                | 4,                                          | 4,                                            | 3 тропаря из 8-й песни,                            | 3 тропаря из 9-й песни, | —                     | —                     |
| Среда:       | Триодь                          | Полный канон (8 песен) глас 4-й: | 4,                                      | —                                       | со ирмосом 6,                                    | 4,                                          | 4,                                            | 4,                                                 | 4,                      | со ирмосом 6,         | со ирмосом 6,         |
| Среда:       | Триодь                          | 1-й трипеснец глас 4-й:          | —                                       | —                                       | 4,                                               | —                                           | —                                             | —                                                  | —                       | 4,                    | 4,                    |
| Среда:       | Триодь                          | 2-й трипеснец глас 2-й:          | —                                       | —                                       | 4.                                               | —                                           | —                                             | —                                                  | —                       | 4.                    | 4.                    |
| Среда:       | Катавасия:                      | Катавасия:                       | —                                       | —                                       | ирмос 2-го трипеснца «Непло́дствовавший мо́й у́м…». | —                                           | —                                             | ирмос полного канона Триоди «Я́коже проро́ка Ио́ну…». | —                       | ирмос 2-го трипеснца. | ирмос 2-го трипеснца. |
| Четверг:     | Октоих                          | 1-й (апостолам) со ирмосом:      | 6,                                      | —                                       | 6,                                               | —                                           | 6,                                            | 6,                                                 | 6,                      | —                     | —                     |
| Четверг:     | Октоих                          | 2-й (святителю Николаю):         | 4,                                      | —                                       | 4,                                               | —                                           | 4,                                            | 4,                                                 | 4,                      | —                     | —                     |
| Четверг:     | Минея:                          | Минея:                           | 4.                                      | —                                       | 4.                                               | со ирмосом 6,                               | 4,                                            | 4,                                                 | 4,                      | со ирмосом 6,         | со ирмосом 6,         |
| Четверг:     | Триодь                          | 1-й трипеснец глас 4-й:          | —                                       | —                                       | —                                                | 8,                                          | —                                             | —                                                  | —                       | 4,                    | 4,                    |
| Четверг:     | Триодь                          | 2-й трипеснец глас 2-й:          | —                                       | —                                       | —                                                | 6.                                          | —                                             | —                                                  | —                       | 4.                    | 4.                    |
| Четверг:     | Катавасия:                      | Катавасия:                       | —                                       | —                                       | ирмос Минеи.                                     | ирмос 2-го трипеснца «Прише́л еси́ о́т Де́вы…». | —                                             | ирмос Минеи.                                       | —                       | ирмос 2-го трипеснца. | ирмос 2-го трипеснца. |
| Пятница:     | Октоих 1-й (Кресту) со ирмосом: | Октоих 1-й (Кресту) со ирмосом:  | 6,                                      | —                                       | 6,                                               | 4,                                          | —                                             | 4,                                                 | 4,                      | —                     | —                     |
| Пятница:     | Минея:                          | Минея:                           | 4,                                      | —                                       | 4,                                               | 3+                                          | —                                             | 3+                                                 | 3+                      | —                     | —                     |
| Пятница:     | Минея:                          | Минея:                           | 4,                                      | —                                       | 4,                                               | 3 тропаря из 5-й песни,                     | —                                             | 3 тропаря из 8-й песни,                            | 3 тропаря из 9-й песни, | —                     | —                     |
| Пятница:     | Триодь                          | Полный канон (8 песен) глас 8-й: | 4.                                      | —                                       | 4.                                               | 4.                                          | со ирмосом 6,                                 | 4.                                                 | 4.                      | со ирмосом 6,         | со ирмосом 6,         |
| Пятница:     | Триодь                          | 1-й трипеснец глас 6-й:          | —                                       | —                                       | —                                                | —                                           | 4,                                            | —                                                  | —                       | 4,                    | 4,                    |
| Пятница:     | Триодь                          | 2-й трипеснец глас 8-й:          | —                                       | —                                       | —                                                | —                                           | 4.                                            | —                                                  | —                       | 4.                    | 4.                    |
| Пятница:     | Катавасия:                      | Катавасия:                       | —                                       | —                                       | ирмос полного канона Триоди «Небе́снаго кру́га…».  | —                                           | ирмос 2-го трипеснца «Вску́ю мя́ отри́нул еси́…». | ирмос полного канона Триоди «Очи́сти мя́ Спа́се…».    | —                       | ирмос 2-го трипеснца. | ирмос 2-го трипеснца. |

#### В будни святой Четыредесятницы
| Дни недели   | Тексты канонов и сопутствующих молитв                                                  | Тексты канонов и сопутствующих молитв                                                  | 1-я песнь                 | 2-я песнь                                           | 3-я песнь                        | 4-я песнь                        | 5-я песнь                        | 6-я песнь                        | 7-я песнь                        | 8-я песнь                   | 9-я песнь                   |
| ------------ | -------------------------------------------------------------------------------------- | -------------------------------------------------------------------------------------- | ------------------------- | --------------------------------------------------- | -------------------------------- | -------------------------------- | -------------------------------- | -------------------------------- | -------------------------------- | --------------------------- | --------------------------- |
| Понедельник: | Исполняются стихи библейских песен до отметки «На 14:» тропарей:                       | Исполняются стихи библейских песен до отметки «На 14:» тропарей:                       | Да                        | Нет                                                 | Нет                              | Нет                              | Нет                              | Нет                              | Нет                              | Да                          | Нет                         |
| Понедельник: | Ирмос Минеи:                                                                           | Ирмос Минеи:                                                                           | Есть                      | Нет                                                 | Нет                              | Есть                             | Есть                             | Нет                              | Есть                             | Есть                        | Есть                        |
| Понедельник: | Перед каждым тропарём возглашается очередной стих библейской песни, начиная с отметки: | Перед каждым тропарём возглашается очередной стих библейской песни, начиная с отметки: | «На 14:»                  | Нет                                                 | Начиная только с отметки «На 4:» | Начиная только с отметки «На 4:» | Начиная только с отметки «На 4:» | Начиная только с отметки «На 4:» | Начиная только с отметки «На 4:» | «На 14:»                    | «На 14:»                    |
| Понедельник: | Из Минеи — 3 тропаря и богородичен:                                                    | Из Минеи — 3 тропаря и богородичен:                                                    | Есть                      | Нет                                                 | Есть                             | Есть                             | Есть                             | Есть                             | Есть                             | Есть                        | Есть                        |
| Понедельник: | Тропари двух трипеснецев Триоди:                                                       | Тропари двух трипеснецев Триоди:                                                       | Есть                      | Нет                                                 | Нет                              | Нет                              | Нет                              | Нет                              | Нет                              | Есть                        | Есть                        |
| Понедельник: | Дополнительный тропарь с запевом «Сла́ва Тебе́, Бо́же на́ш, сла́ва Тебе́»:                   | Дополнительный тропарь с запевом «Сла́ва Тебе́, Бо́же на́ш, сла́ва Тебе́»:                   | На 1-й седмице 2 тропаря. | Нет                                                 | Нет                              | Нет                              | Нет                              | Нет                              | Нет                              | Есть.                       | Есть.                       |
| Понедельник: | Катавасия:                                                                             | Ирмос после 2-го трипеснца:                                                            | Есть                      | Нет                                                 | Нет                              | Нет                              | Нет                              | Нет                              | Нет                              | Есть                        | Есть                        |
| Понедельник: | Катавасия:                                                                             | Ирмос Минеи:                                                                           | Нет                       | Нет                                                 | Есть                             | Нет                              | Нет                              | Есть                             | Нет                              | Нет                         | Нет                         |
| Вторник:     | Исполняются стихи библейских песен до отметки «На 14:» тропарей:                       | Исполняются стихи библейских песен до отметки «На 14:» тропарей:                       | Нет                       | Библейская песнь стихословится целиком              | Нет                              | Нет                              | Нет                              | Нет                              | Нет                              | Да                          | Нет                         |
| Вторник:     | Ирмос Минеи:                                                                           | Ирмос Минеи:                                                                           | Есть                      | Нет                                                 | Нет                              | Есть                             | Есть                             | Нет                              | Есть                             | Есть                        | Есть                        |
| Вторник:     | Перед каждым тропарём возглашается очередной стих библейской песни, начиная с отметки: | Перед каждым тропарём возглашается очередной стих библейской песни, начиная с отметки: | Нет                       | Запев к тропарям «Сла́ва Тебе́, Бо́же на́ш, сла́ва Тебе́» | Начиная только с отметки «На 4:» | Начиная только с отметки «На 4:» | Начиная только с отметки «На 4:» | Начиная только с отметки «На 4:» | Начиная только с отметки «На 4:» | «На 14:»                    | «На 14:»                    |
| Вторник:     | Из Минеи — 3 тропаря и богородичен:                                                    | Из Минеи — 3 тропаря и богородичен:                                                    | Есть                      | Нет                                                 | Есть                             | Есть                             | Есть                             | Есть                             | Есть                             | Есть                        | Есть                        |
| Вторник:     | Тропари двух трипеснецев Триоди:                                                       | Тропари двух трипеснецев Триоди:                                                       | Нет                       | Есть                                                | Нет                              | Нет                              | Нет                              | Нет                              | Нет                              | Есть                        | Есть                        |
| Вторник:     | Дополнительный тропарь с запевом «Сла́ва Тебе́, Бо́же на́ш, сла́ва Тебе́»:                   | Дополнительный тропарь с запевом «Сла́ва Тебе́, Бо́же на́ш, сла́ва Тебе́»:                   | Нет                       | Есть.                                               | Нет                              | Нет                              | Нет                              | Нет                              | Нет                              | Есть.                       | Есть.                       |
| Вторник:     | Катавасия:                                                                             | Ирмос после 2-го трипеснца:                                                            | Нет                       | Есть                                                | Нет                              | Нет                              | Нет                              | Нет                              | Нет                              | Есть                        | Есть                        |
| Вторник:     | Катавасия:                                                                             | Ирмос Минеи:                                                                           | Нет                       | Нет                                                 | Есть                             | Нет                              | Нет                              | Есть                             | Нет                              | Нет                         | Нет                         |
| Среда:       | Исполняются стихи библейских песен до отметки «На 14:» тропарей:                       | Исполняются стихи библейских песен до отметки «На 14:» тропарей:                       | Нет                       | Нет                                                 | Да                               | Нет                              | Нет                              | Нет                              | Нет                              | Да                          | Нет                         |
| Среда:       | Ирмос Минеи:                                                                           | Ирмос Минеи:                                                                           | Есть                      | Нет                                                 | Есть                             | Есть                             | Есть                             | Нет                              | Есть                             | Есть                        | Есть                        |
| Среда:       | Перед каждым тропарём возглашается очередной стих библейской песни, начиная с отметки: | Перед каждым тропарём возглашается очередной стих библейской песни, начиная с отметки: | «На 4:»                   | Нет                                                 | «На 14:»                         | Начиная только с отметки «На 4:» | Начиная только с отметки «На 4:» | Начиная только с отметки «На 4:» | Начиная только с отметки «На 4:» | «На 14:»                    | «На 14:»                    |
| Среда:       | Из Минеи — 3 тропаря и богородичен:                                                    | Из Минеи — 3 тропаря и богородичен:                                                    | Есть                      | Нет                                                 | Есть                             | Есть                             | Есть                             | Есть                             | Есть                             | Есть                        | Есть                        |
| Среда:       | Тропари двух трипеснецев Триоди:                                                       | Тропари двух трипеснецев Триоди:                                                       | Нет                       | Нет                                                 | Есть                             | Нет                              | Нет                              | Нет                              | Нет                              | Есть                        | Есть                        |
| Среда:       | Дополнительный тропарь с запевом «Сла́ва Тебе́, Бо́же на́ш, сла́ва Тебе́»:                   | Дополнительный тропарь с запевом «Сла́ва Тебе́, Бо́же на́ш, сла́ва Тебе́»:                   | Нет                       | Нет                                                 | Есть.                            | Нет                              | Нет                              | Нет                              | Нет                              | Есть.                       | Есть.                       |
| Среда:       | Катавасия:                                                                             | Ирмос после 2-го трипеснца:                                                            | Нет                       | Нет                                                 | Есть                             | Нет                              | Нет                              | Нет                              | Нет                              | Есть                        | Есть                        |
| Среда:       | Катавасия:                                                                             | Ирмос Минеи:                                                                           | Нет                       | Нет                                                 | Есть                             | Нет                              | Нет                              | Есть                             | Нет                              | Нет                         | Нет                         |
| Четверг:     | Исполняются стихи библейских песен до отметки «На 14:» тропарей:                       | Исполняются стихи библейских песен до отметки «На 14:» тропарей:                       | Нет                       | Нет                                                 | Нет                              | Да                               | Нет                              | Нет                              | Нет                              | Да                          | Нет                         |
| Четверг:     | Ирмос Минеи:                                                                           | Ирмос Минеи:                                                                           | Есть                      | Нет                                                 | Нет                              | Есть                             | Есть                             | Нет                              | Есть                             | Есть                        | Есть                        |
| Четверг:     | Перед каждым тропарём возглашается очередной стих библейской песни, начиная с отметки: | Перед каждым тропарём возглашается очередной стих библейской песни, начиная с отметки: | «На 4:»                   | Нет                                                 | «На 4:»                          | «На 14:»                         | Начиная только с отметки «На 4:» | Начиная только с отметки «На 4:» | Начиная только с отметки «На 4:» | «На 14:»                    | «На 14:»                    |
| Четверг:     | Из Минеи — 3 тропаря и богородичен:                                                    | Из Минеи — 3 тропаря и богородичен:                                                    | Есть                      | Нет                                                 | Есть                             | Есть                             | Есть                             | Есть                             | Есть                             | Есть                        | Есть                        |
| Четверг:     | Тропари двух трипеснецев Триоди:                                                       | Тропари двух трипеснецев Триоди:                                                       | Нет                       | Нет                                                 | Нет                              | Есть                             | Нет                              | Нет                              | Нет                              | Есть                        | Есть                        |
| Четверг:     | Дополнительный тропарь с запевом «Сла́ва Тебе́, Бо́же на́ш, сла́ва Тебе́»:                   | Дополнительный тропарь с запевом «Сла́ва Тебе́, Бо́же на́ш, сла́ва Тебе́»:                   | Нет                       | Нет                                                 | Нет                              | На 5-й седмице нет тропаря.      | Нет                              | Нет                              | Нет                              | На 5-й седмице нет тропаря. | На 5-й седмице нет тропаря. |
| Четверг:     | Катавасия:                                                                             | Ирмос после 2-го трипеснца:                                                            | Нет                       | Нет                                                 | Нет                              | Есть                             | Нет                              | Нет                              | Нет                              | Есть                        | Есть                        |
| Четверг:     | Катавасия:                                                                             | Ирмос Минеи:                                                                           | Нет                       | Нет                                                 | Есть                             | Нет                              | Нет                              | Есть                             | Нет                              | Нет                         | Нет                         |
| Пятница:     | Исполняются стихи библейских песен до отметки «На 14:» тропарей:                       | Исполняются стихи библейских песен до отметки «На 14:» тропарей:                       | Нет                       | Нет                                                 | Нет                              | Нет                              | Да                               | Нет                              | Нет                              | Да                          | Нет                         |
| Пятница:     | Ирмос Минеи:                                                                           | Ирмос Минеи:                                                                           | Есть                      | Нет                                                 | Нет                              | Есть                             | Есть                             | Нет                              | Есть                             | Есть                        | Есть                        |
| Пятница:     | Перед каждым тропарём возглашается очередной стих библейской песни, начиная с отметки: | Перед каждым тропарём возглашается очередной стих библейской песни, начиная с отметки: | «На 4:»                   | Нет                                                 | Начиная с отметки «На 4:»        | Начиная с отметки «На 4:»        | «На 14:»                         | Начиная с отметки «На 4:»        | Начиная с отметки «На 4:»        | «На 14:»                    | «На 14:»                    |
| Пятница:     | Из Минеи — 3 тропаря и богородичен:                                                    | Из Минеи — 3 тропаря и богородичен:                                                    | Есть                      | Нет                                                 | Есть                             | Есть                             | Есть                             | Есть                             | Есть                             | Есть                        | Есть                        |
| Пятница:     | Тропари двух трипеснецев Триоди:                                                       | Тропари двух трипеснецев Триоди:                                                       | Нет                       | Нет                                                 | Нет                              | Нет                              | Есть                             | Нет                              | Нет                              | Есть                        | Есть                        |
| Пятница:     | Дополнительный тропарь с запевом «Сла́ва Тебе́, Бо́же на́ш, сла́ва Тебе́»:                   | Дополнительный тропарь с запевом «Сла́ва Тебе́, Бо́же на́ш, сла́ва Тебе́»:                   | Нет                       | Нет                                                 | Нет                              | Нет                              | Есть.                            | Нет                              | Нет                              | Есть.                       | Есть.                       |
| Пятница:     | Катавасия:                                                                             | Ирмос после 2-го трипеснца:                                                            | Нет                       | Нет                                                 | Нет                              | Нет                              | Есть                             | Нет                              | Нет                              | Есть                        | Есть                        |
| Пятница:     | Катавасия:                                                                             | Ирмос Минеи:                                                                           | Нет                       | Нет                                                 | Есть                             | Нет                              | Нет                              | Есть                             | Нет                              | Нет                         | Нет                         |

## Чтение канонов в келейной (домашней) молитве

### Каноны ко святомуПричащению
В Русской православной церкви существует традиция накануне Причастия, помимо «Последования ко Святому Причащению», прочитывать три канона — канон покаянный ко Господу Иисусу Христу, канон молебный ко Пресвятой Богородице и канон Ангелу хранителю, которые в настоящее время печатаются в большинстве молитвенников, издаваемых РПЦ. Однако, вопреки распространённому мнению, данная традиция не является обязательным условием подготовки к таинству Евхаристии, а является лишь одним из дополнительных способов подготовки, которые молящийся может выбирать сам.

### Канон за болящего
Кроме канонов, читаемых при подготовке к причащению, указанных выше, в домашней молитве нередко читают канон за болящего.